# Joe Malone
Maurice Joseph Malone, detto Joe (Québec, 28 febbraio 1890 – Montréal, 15 maggio 1969), è stato un hockeista su ghiaccio canadese.

## Biografia
Nel corso della sua carriera ha giocato con Quebec Crescents, Quebec Bulldogs (1908-1910, 1910-1917, 1919/20), Waterloo Colts (1909/10), Montreal Canadiens (1917-1919, 1922-1924) e Hamilton Tigers (1920-1922).
Nel 1950 è stato inserito nella Hockey Hall of Fame.